# Handstil

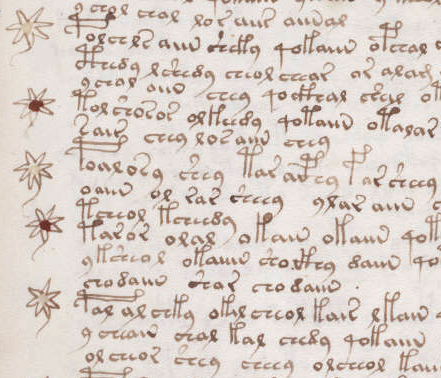
Exempel på handstil.

Handstil är en personlig utformning av bokstäver när man skriver för hand. Det kan vara med penna på papper, men ibland även på pekskärm och liknande.
Handstilen beror dels på vilken undervisning i konsten att skriva för hand personen har fått, men också på andra personliga förutsättningar.

Virginia Woolfs namnteckning.

För det latinska alfabetet finns det två huvudsakliga grupper av handstilar, skrivstil eller textning. I skrivstil binds de enskilda bokstäverna i varje ord ihop, medan de i textning är fristående på samma sätt som i tryckt skrift.
Den skillnad i handstil som finns mellan olika personer är en förutsättning för att namnteckningar ska kunna användas för att identifiera en person. Barn eller vuxna som nyligen lärt sig skriva har ofta en ojämn handstil, men med mer övning blir den för det mesta jämnare och mer lättläst. Särskilt personer som skriver mycket för hand kan lägga sig till med en handstil som kan vara svårtolkad för andra. En kliché i detta sammanhang är att läkare (som skriver recept för hand) anses ha en mer oläslig handstil än andra.      
Genom att studera en persons handstil anser sig vissa kunna utläsa såväl allmänna som mer detaljerade personlighetsdrag, se grafologi. Vissa drag från handstilen anses vara direkt överförbara på personligheten. Till exempel tyder en jämn handstil på en balanserad person och en framåtlutande på en ivrig person.